# Ablabesmyia monilis
Ablabesmyia monilis es una especie de díptero paleártico de la familia Chironomidae descrita por Carl Linnaeus en 1758. No existen subespecies mencionadas en Catalogue of Life. Se encuentra por toda Europa.

## Distribución
Se distribuye por Micronesia y la región holártica.